# Sphenolobus saxicola
Sphenolobus saxicola là một loài rêu trong họ Anastrophyllaceae. Loài này được Schrad. Stephani mô tả khoa học đầu tiên năm 1902.